# Selknam
Pour les articles homonymes, voir Selknam (homonymie), Ona et Onas.

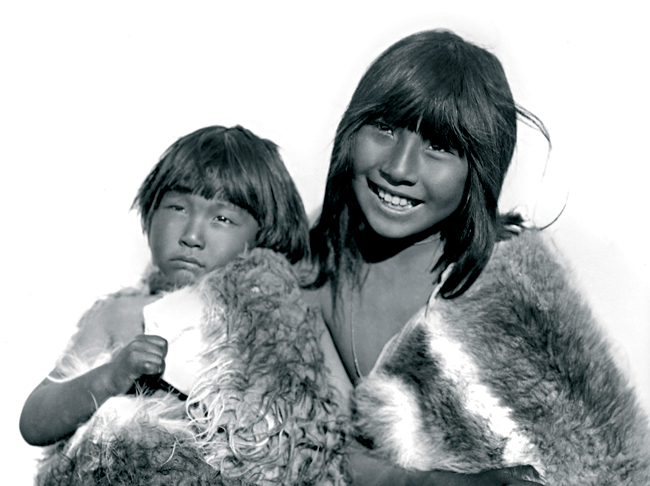

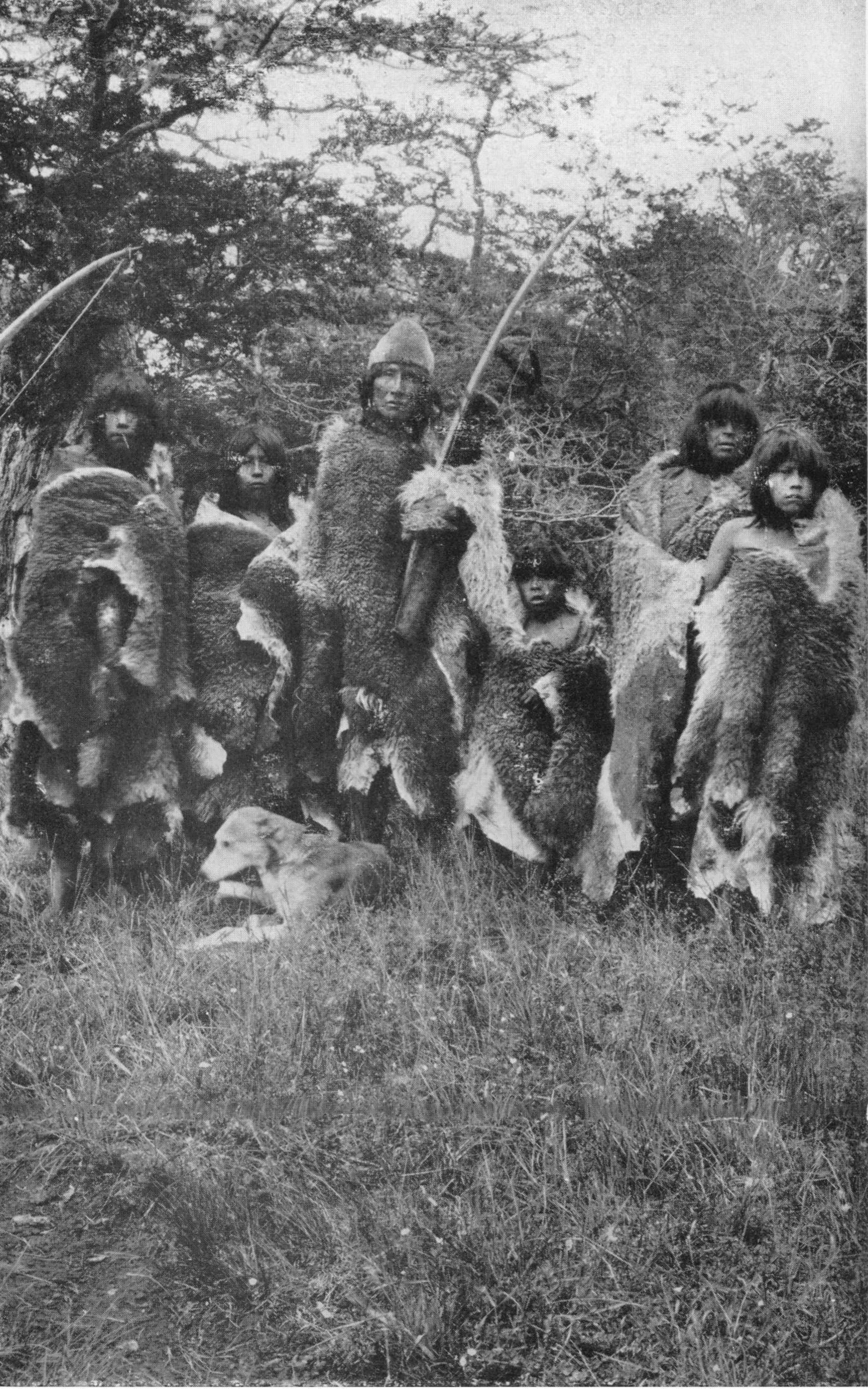

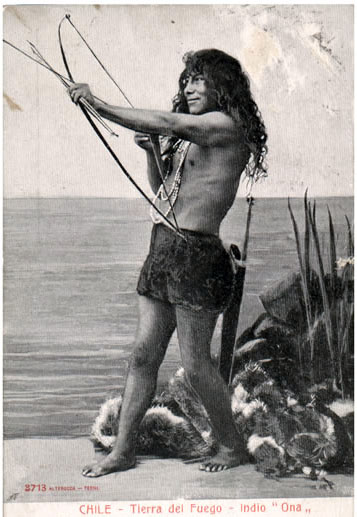
Chasseur selknam (1904)

Les Selknam, aussi appelés Selk'nam, Shelknam ou Onas (par les Yagans), forment un petit peuple amérindien originaire de la Grande Île de Terre de Feu longtemps dit disparu après les effets dévastateurs de la colonisation. Invisibilisé pendant des décennies, il a été officiellement reconnu en tant que peuple vivant en 1995 par le gouvernement argentin (Communauté Indigène Selk'nam Rafaela Ishton, décret du 12 décembre 1995) et en 2023 par le gouvernement chilien (bulletin n°12862). Certains habitent toujours la grande île de la Terre de Feu. Le nom d’« Onas » s'applique aussi aux mánekenks ou hausch, étroitement apparentés aux Selknam.
Le recensement national de 2010 en Argentine révèle l'existence de 2.761 personnes qui s'autodéterminent comme selk'nam dans l'ensemble du pays, 294 d'entre eux vivant dans la province de Terre de Feu, Antarctique et Îles de l'Atlantique Sud. Dans le recensement chilien de 2017, 1 144 personnes s'identifient selk'nam, vivant dans toutes les régions du Chili,.

## Langue
La langue selknam était une langue amérindienne, andine méridionale qui se parlait en Patagonie. On la classifie aussi dans le groupe chon de la famille « mosetén-chonán » du tronc des langues « macro-pano ». C'était le rameau le plus austral du tehuelche et on le parlait en Terre de Feu, et en Patagonie argentine et chilienne.
Un dictionnaire selknam-français a été établi en 1898 par Emil Racoviță, naturaliste de l'expédition belge en antarctique Belgica.

## Histoire

Distribution des populations pré-hispaniques au Chili.

Lors de leur arrivée, en 1520, les Espagnols rencontrèrent les Selknam au nord-est de la grande île de la Terre de Feu. Ce peuple était un rameau des « patagons » ou « Tehuelches » qui avaient pénétré dans l'île depuis le XIVe siècle, forçant ainsi les Yagans (ou yamanas) et les Kawéskar (ou Alakalufs) à se déplacer vers les côtes méridionales et occidentales.
Ils étaient chasseurs et cueilleurs et vivaient principalement du guanaco qu'ils chassaient avec de petits arcs et des flèches à pointe en pierre. En plus du guanaco, ils s'alimentaient de divers autres animaux : pinnipèdes, manchots, cétacés, mollusques, crustacés et cormorans. Ils consommaient aussi en abondance un champignon parasite du Nothofagus, le Cyttaria.

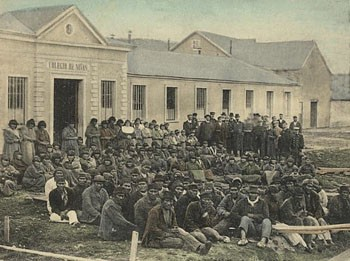
Selknam rassemblés sur l'île Dawson.

À partir de 1880, les estancieros ou propriétaires terriens d'estancia (ferme d'élevage), principalement d'origine britannique, commencèrent la colonisation des terres des Selknam. Celles-ci, qui étaient un espace libre pour ces chasseurs nomades, furent en grande partie clôturées par le développement de l'élevage des ovins. Beaucoup de Selknam brisèrent ces nouvelles clôtures afin de continuer à chasser librement pour se nourrir. Ils tuèrent des moutons importés, qu'ils appelèrent les « guanacos blancs ». Bénéficiant de la passivité, si ce n'est de la complicité des gouvernements chilien et argentin, des éleveurs firent de la réaction des indigènes un prétexte pour s'organiser en milices ou recruter des tueurs à gage, afin de les chasser et les assassiner. Inférieurs en nombre, disposant seulement d'arcs et de couteaux, ces Amérindiens se défendaient malgré tout ; des colons se concertèrent alors et projetèrent l'extermination des hommes et la déportation dans des réserves d'une partie des femmes et des enfants selknam.
Il existe des photos, bien ou mal légendées Exposition Universelle de Paris, 1898, dans ou hors d'un zoo humain. Certaines photos ont été prises dans des villes occidentales,.
En 1905, il ne restait plus que 500 Selknam sur une population estimée à 4 000 en 1880. Quelques-uns furent pris en charge et survécurent auprès de missions salésiennes de Terre de Feu, où ils furent sujets à des épidémies à la suite de maladies contractées auprès des colons. Parmi les Selknam connus, Kiepja (Lola) est décédée en 1966, Ángela Loij en 1974  et Virginia Choquintel, une selk'nam ayant vécu la majeure partie de sa vie en banlieue de Buenos Aires, en 1999. Un musée de Rio Grande porte son nom : le Museo Virgina Choquintel.
L'extermination des Selknam, longtemps ignorée ou occultée par l'histoire nationale, fut qualifiée de génocide en 2003 par une commission instituée par le gouvernement chilien, la « commission pour la vérité historique et un nouveau traitement des peuples indigènes », et des sénateurs chiliens proposèrent en 2007 de reconnaître officiellement le génocide,. Depuis 2021 en Terre de Feu argentine, le 25 novembre est le Jour de commémoration du Génocide Selk'nam.

## Religion
De religion monothéiste, ils croyaient en leur dieu nommé Temaukel, avec une croyance pour une vie après la mort. Ils avaient beaucoup de rituels mystiques, comme le fait de se peindre le corps.[réf. nécessaire]
De récentes découvertes archéologiques de l'Université de Magallanes et menées par Alfredo Prieto décrivent des rituels funéraires complexes et démontrent des interactions riches entre ce peuple et les peuples voisins (Kawesqar et Yagan).

## Personnalités selknam
- Ángela Loij (1900-1974)
- Enriqueta Gastelumendi (1913-2004), sculptrice sur bois.
- Mirtha Salamanca, arrière-petite-fille de Kiepja[17], membre du Conseil Participatif Indigène d'Argentine pour les selk'nam (Institut National des Affaires Indigènes, INAI) et ayant représenté son peuple en France en 2019 lors du festival Haizebegi[18],[19].
- Kiepja, aussi connue sous le nom de Lola (?-1966), femme chamane et informatrice principale de l'ethnologue et anthropologue franco-américaine Anne Chapman. Un corpus de chants interprétés par Kiepja ont été enregistrés par cette dernière, avant d'être publiés par le Smithsonian Institute dans les années 70[20].
- Virginia Choquintel (1942-1999), considérée comme la dernière selk'nam "pure" par l'Argentine dans les années 80. Née à Rio Grande, elle passa son enfance au sein de la mission salésienne de Rio Grande avant de partir vivre plusieurs décennies à Buenos Aires. Elle revint à la fin de sa vie en Terre de Feu argentine et l'un des principaux musées de Rio Grande porte son nom : Museo Municipal Virgina Choquintel[21].

### Filmographie
- Le peuple Ona : vie et mort en Terre de Feu, film documentaire de Ana Montes de Gonzales, en collab. avec Anne Chapman, CNRS Audiovisuel, Meudon, 2009 (cop. 1977), 49 min (DVD)
- Le Bouton de nacre (2015), essai documentaire de Patricio Guzmán
- Blanc sur blanc (Espagnol : Blanco en blanco), film hispano-chilien réalisé par Theo Court (2019), 100 min